# 三鷹站
三鷹站（日语：／ Mitaka eki */?）是位於日本東京都三鷹市下連雀三丁目，屬於東日本旅客鐵道（JR東日本）中央本線的鐵路車站。中央線快速電車的車站編號是JC 12，中央·總武線各站停車是JB 01。

## 停靠路線
停靠此站的路線只有中央本線，但以一般列車的運行系統，此站起往東（新宿站方向）分為行走急行線的特急列車與中央線快速電車，與行走緩行線的中央·總武線各站停車（包括地下鐵東西線直通列車）。另外，往成田機場站方向直通的特急「成田特快」與部分直通中央本線甲府站方向的特急列車也都停靠本站。除中野折返的區間車外，中央·總武線各站停車以此站作為運行系統的起迄點。此站以西（立川站方向）的雙線鐵路（複線）路段僅行駛特急列車與中央線快速電車。
往大月、甲府方向的普通列車（中距離電車）至1993年11月30日為止皆停靠新宿站、此站、立川站三站，但在同年12月1日改點後，定期列車僅剩運行至新宿站的假期快速等臨時快速列車停靠本站，中距離電車改停立川站、八王子站、高尾站。

## 歷史
- 1929年（昭和4年）9月1日：鐵道省三鷹信號場開設。
  - 6月，現在德三鷹電車區前身「中野電車庫三鷹派出所」開設，9月獨立為「三鷹電車庫」。
- 1930年6月25日：升格為車站，為三鷹站。
- 1949年（昭和24年）
  - 6月1日：日本國有鐵道成立。
  - 7月15日：發生三鷹事件。造成六人死亡。
- 1951年（昭和26年）4月14日：武藏野競技場線（中央本線支線）開業（三鷹～武藏野競技場前間）[1]。
- 1959年11月1日：武藏野競技場線取消[2]。
- 1969年（昭和34年）4月6日：荻窪～三鷹間高架雙複線化。站體改建為跨站式站房。
- 1969年（昭和44年）4月：為了紓解早晨通勤時段人潮進行複複線化工程，中央·總武線（各站停車）與營團地下鐵東西線直通電車從荻窪延伸至三鷹。
- 1987年（昭和62年）4月1日：國鐵分割民營化後成為東日本旅客鐵道株式會社八王子支社車站。
- 1993年（平成5年）：三鷹站南口廣場第1期工程（前年動工）與三鷹站南口站前再開發地區第六區劃協同大樓（Neocity三鷹，1991年動工）竣工。
- 1999年（平成11年）：三鷹站南口站前再開發地區第七區劃協同大樓（Crescent三鷹，1997年動工）與三鷹LONLON（前年動工，現Atre vie三鷹）竣工。
- 2001年（平成13年）11月18日：IC卡「Suica」啟用。
- 2006年（平成18年）：三鷹站南口廣場第2期工程竣工。
- 2007年（平成19年）12月16日：『Dila三鷹（日语：Dila）』第一期開幕[3][4]。
- 2010年（平成22年）6月26日：配合三鷹站開業80周年，發車音樂變更為《鱂魚的學校》（めだかの学校）[5]。
- 2019年（平成31年）3月16日：改點，特急「梓號」、「甲斐號」全列車取消停靠本站，停靠本站的特急僅剩「成田特快」。
- 2020年（令和2年）3月14日：因時刻表調整，本站停靠並直通東京站的中央線列車全數改為快速系統，而中央線各站停車列車則全數經由總武線御茶之水站直通千葉站，並改為全日行駛[6][7]。
- 2021年（令和3年）3月25日：中央快速線月台上設立了站內共享辦公空間「STATION WORK」，其中包含共享辦公型「STATION DESK」[8][9][10]。
- 2024年（令和6年）3月16日：因時刻表調整，特急「成田特快」的中央快速線直通班次遭到廢除，因此在本站停靠的特急列車全數取消[11]。

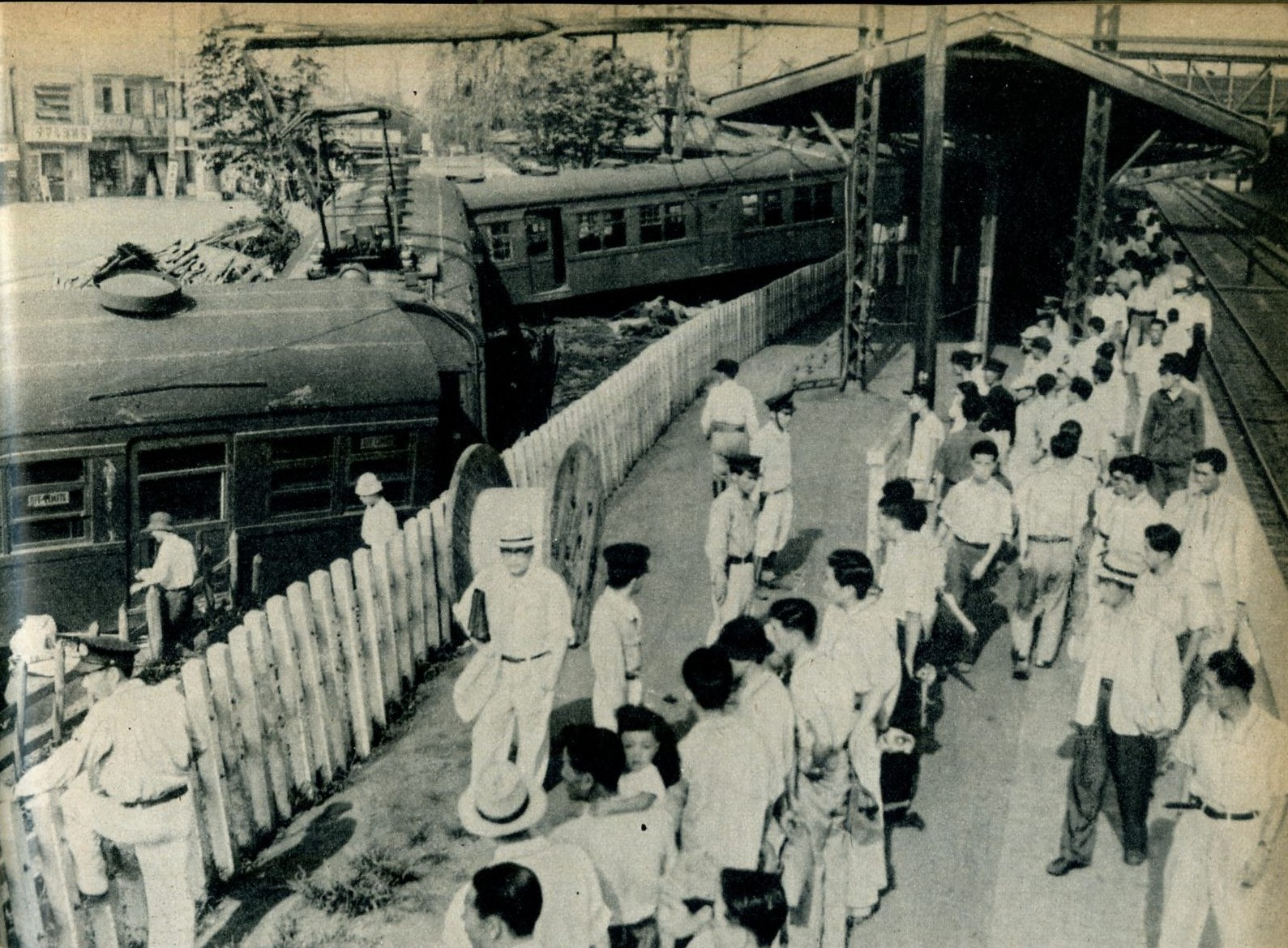
三鷹事件現場（1949年7月）
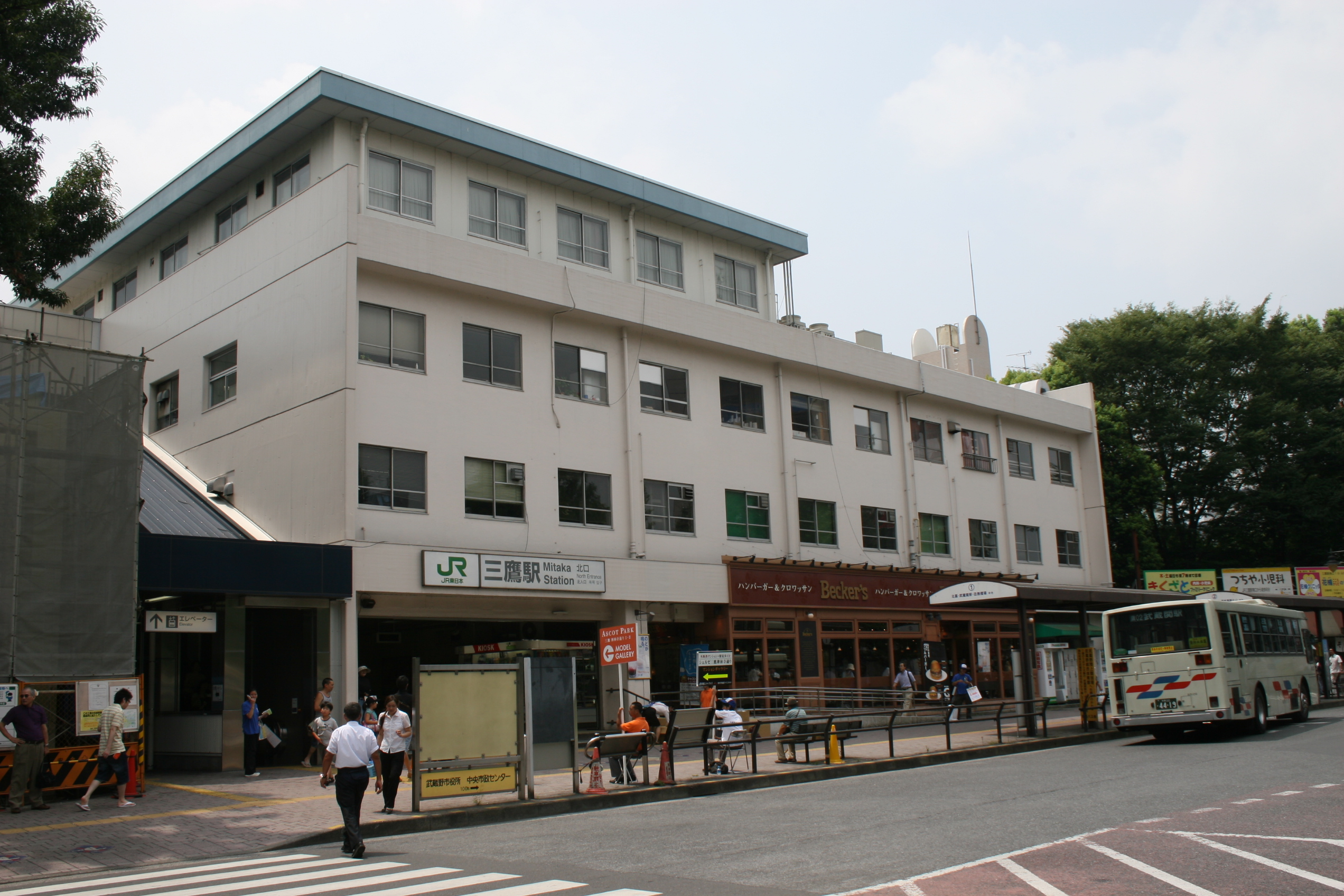
整修前的三鷹站北口站房（2008年8月）

## 車站構造
本站為3面6線島式月台的地面車站，並配備跨站式站房。作為直營站（配置站長），三鷹站下轄吉祥寺站、武藏境站兩站。
月台中央或東京方向設有階梯、電扶梯、電梯通往剪票口層。
月台1、2號線為緩行線，3、4、5、6號線為急行線。急行線月台會進行中央特快、青梅特快、通勤快速與快速之間的緩急接續，以及特急、通勤特快的待避。
2010年6月26日起，為了紀念開業80周年，發車音樂變更為《鱂魚的學校》（めだかの学校）。
車站西側設有三鷹車輛中心。

### 月台配置
南側起依1號月台、2號月台…的次序編號。
| 月台 | 路線                    | 方向 | 目的地                                            |
| ---- | ----------------------- | ---- | ------------------------------------------------- |
| 1、2 | 中央·總武線（各站停車） | 東行 | 中野、新宿、西船橋、千葉方向 東京地下鐵東西線方向 |
| 3、4 | 中央線（快速）          | 下行 | 立川、八王子、高尾方向                            |
| 5、6 | 中央線（快速）          | 上行 | 中野、新宿、東京方向                              |

（來源：JR東日本:車站構內圖（页面存档备份，存于））
- 大半各站停車在本站折返回中野、新宿方向。快速從本站起往武藏小金井、立川、八王子、高尾方向停靠所有車站。
  - 在2020年3月13日以前，曾有部分各站停車列車可從本站繼續開往西側[6][7]。
- 上行快速列車通常會在本站與特急、特快列車進行最後一次快慢接續，在本站先發的列車將優先抵達終點東京車站。但在平日早晨尖峰時段及深夜時段，部分快速列車會在中野站等待通勤特快、特急或「Liner」列車通過。
- JR中央線快速電車計畫在2020年代前半（2021年度以後的5年以內）導入兩輛兩層綠色車廂，成為12輛編組。本站的快速線（3〜6月台）線路雖然可停靠12輛編組，三鷹車輛中心亦可停放E351系夜間停泊的12輛編組列車，但月台有效長度最多僅能容納11輛車廂，因此開展了月台延伸工程以支援12輛編組[12][13]，並於2024年10月12日完成月台延伸，次日（10月13日）起12輛編組的快速列車正式開始運行[14]。

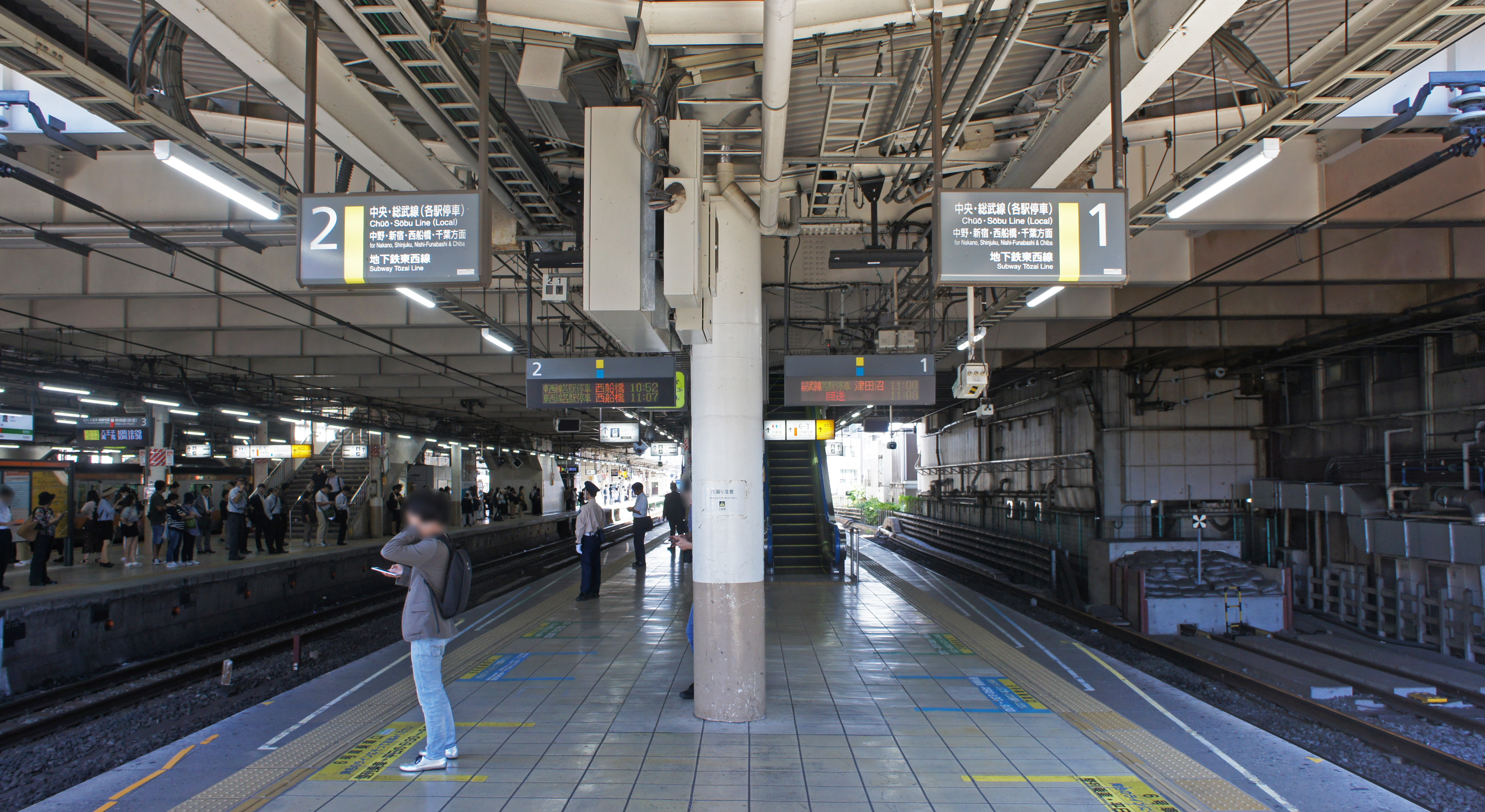
1、2號月台（中央·總武線）（2019年9月）
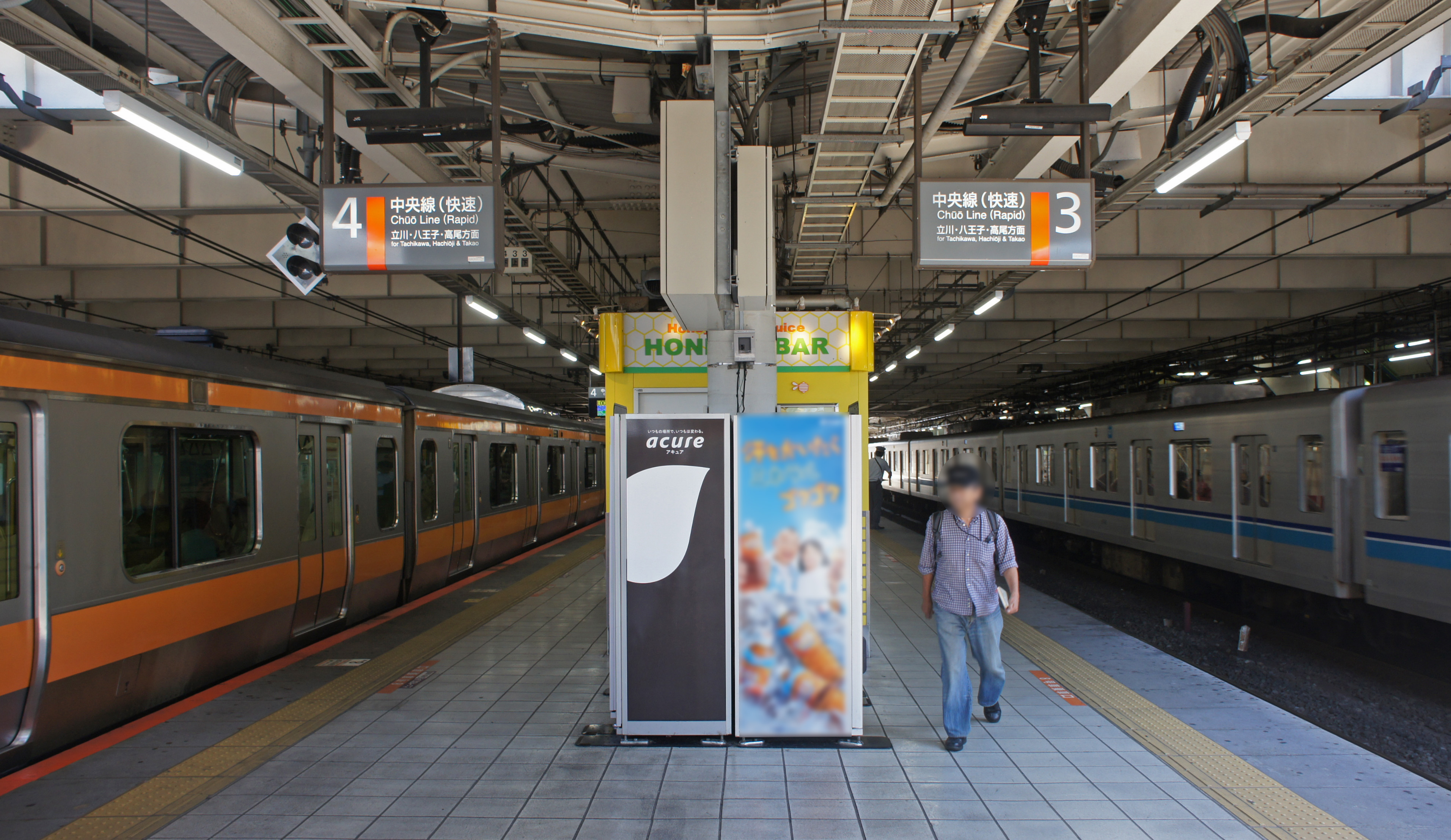
3、4號月台（中央線快速下行）（2019年9月）
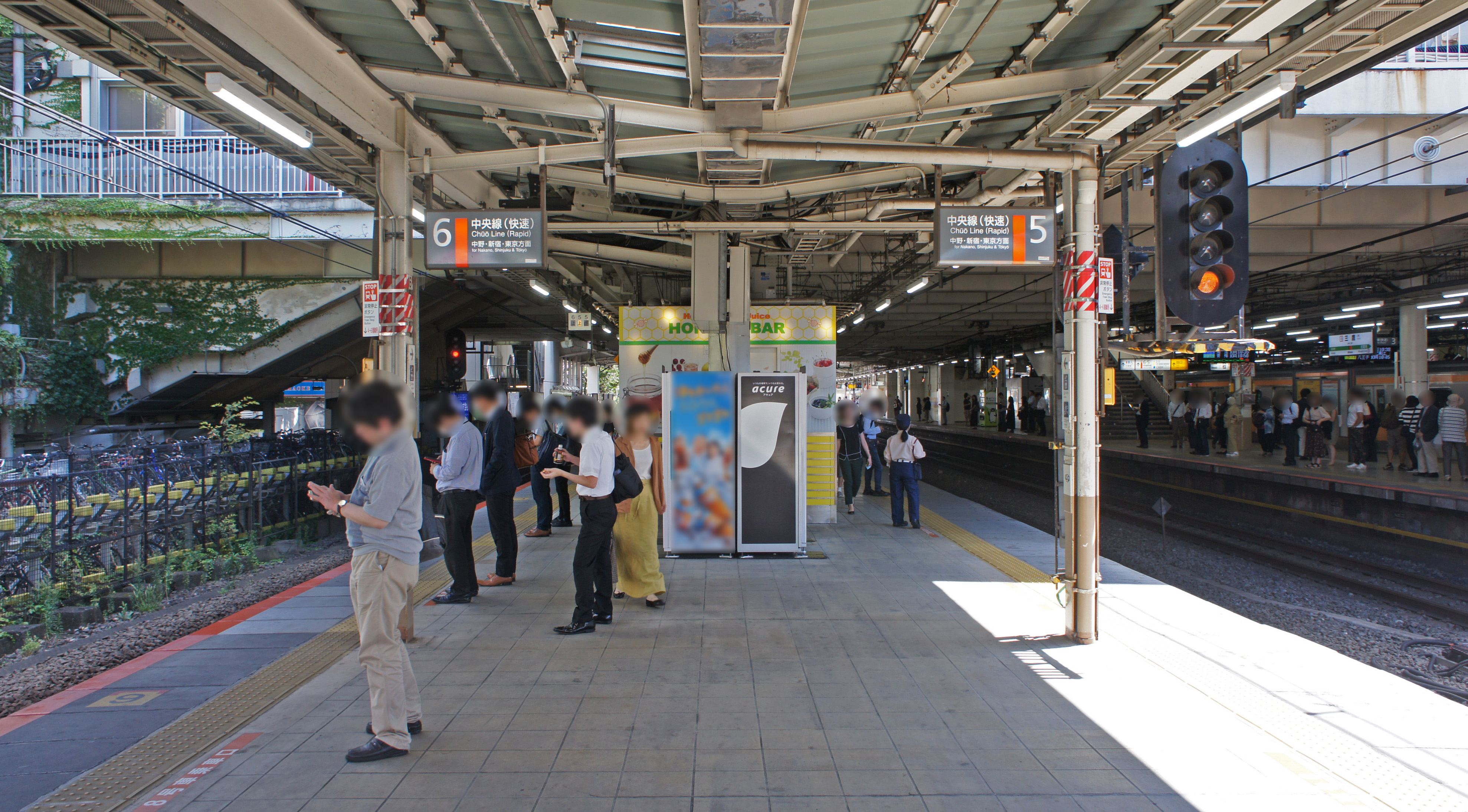
5、6號月台（中央線快速上行）（2019年9月）

### 站內設備

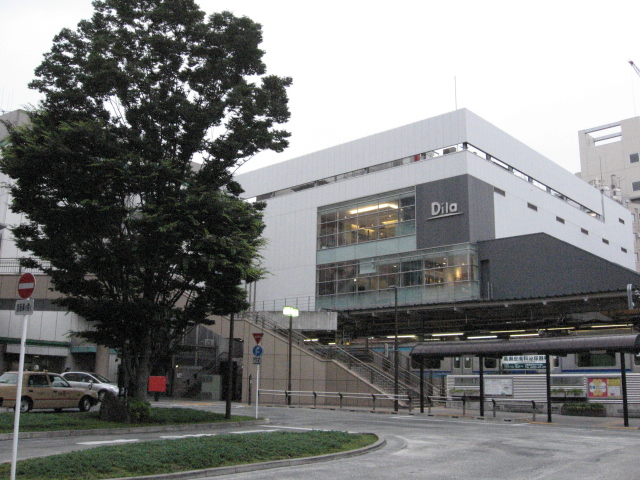
Dila三鷹（南口所攝）

出入口有電扶梯或電梯通往大廳層。南口的電扶梯與電梯位於atre vie三鷹與人工空中地盤。車站下方有玉川上水流過。
剪票口
剪票口共有兩處。正面是連通北口、南口的大型剪票口。1、2號線月台階梯旁的atre vie三鷹有個小型檢票口。後者僅在營業日的10:00～22:30開放。

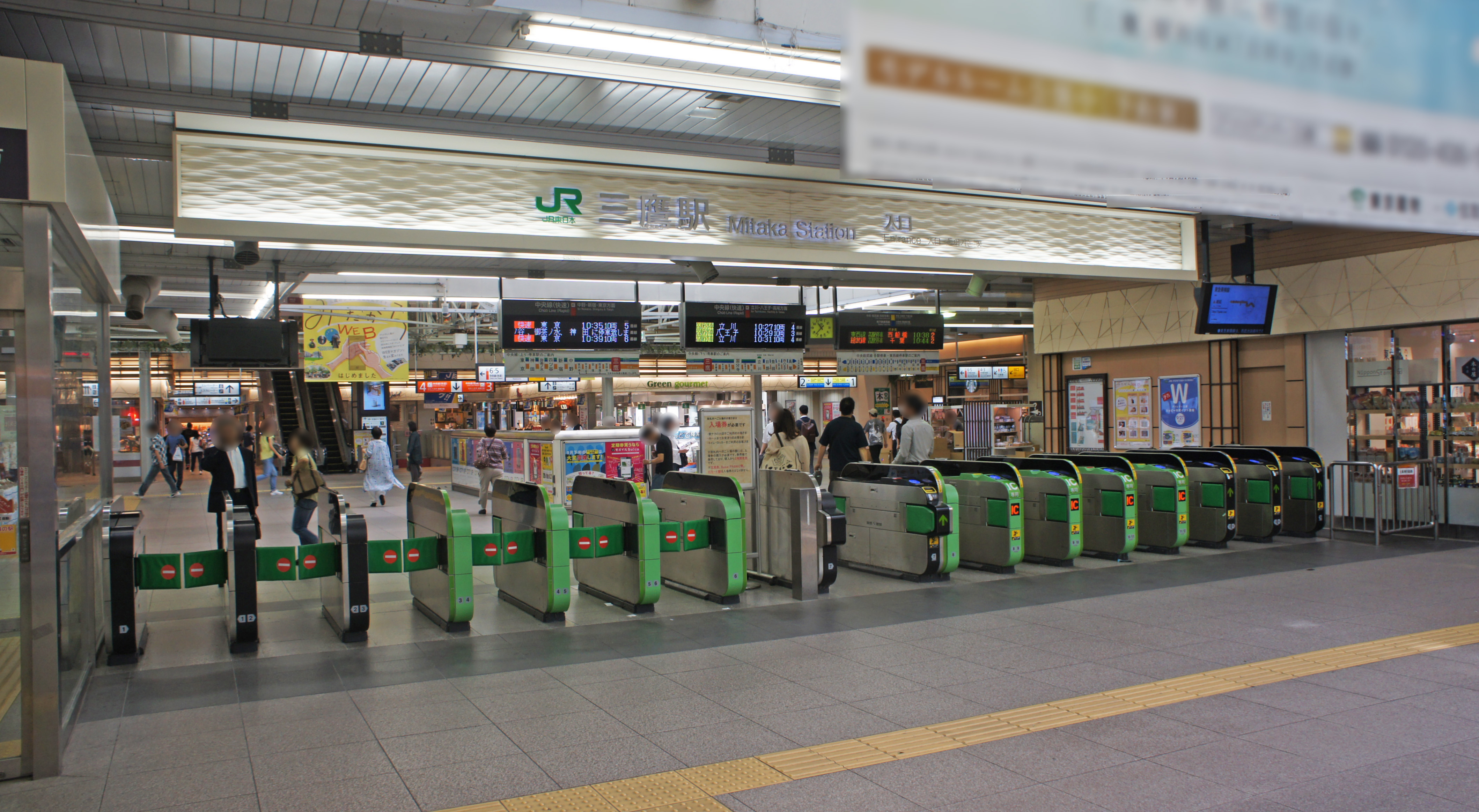
中央閘口（2019年9月）
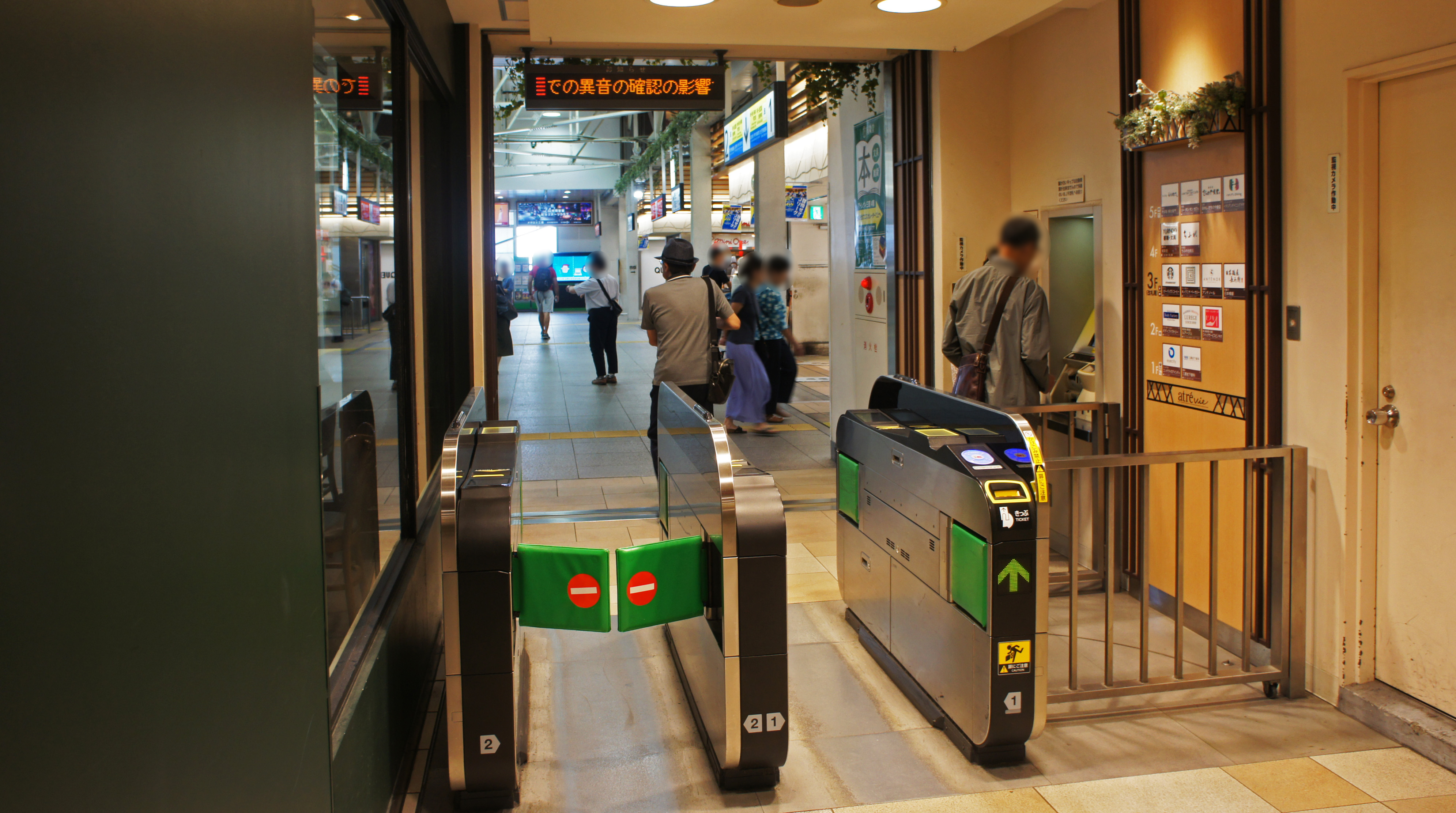
atrevie閘口（2019年9月）

付費區外
大廳（南北自由通道）的剪票口對象有自動售票機與綠色窗口。atre vie側檢口旁也有自動售票機。
廁所
廁所在付費區內大廳三樓北側與四樓南側。北口、南口外也有地方自治體設置的公共廁所。
餐飲店
- HONEYS BAR（果汁店，位於3、4號線及5、6號線月台上）

站內商場
站內商場『atre vie三鷹』分為1999年開幕的三鷹LONLON車站大樓部分，與2007年開幕的Dila三鷹大廳區域。
舊『三鷹LONLON』是1999年10月29日由株式會社吉祥寺LONLO開設的直營分店。隨著營運公司變更，2010年4月1日更名為『atre vie三鷹』。
舊『Dila三鷹』是株式會社atre於2007年12月16日開設的商場。除了擴張既有的3樓大廳，還新闢四樓部分。總面積達1360平方公尺。
2014年10月10日，『Dila三鷹』亦改為『atre vie三鷹』，兩者一體化。

## 利用狀況
2023年（令和5年）度1日平均上車人次為83,766人，在JR東日本車站當中排行第47位。此外，在沒有與其他鐵道路線相連的JR車站中，本站的乘客數量僅次於赤羽車站，排名第2。
近年的推移如下表。
| 年度               | 1日平均 上車人次 | 來源     |
| ------------------ | ---------------- | -------- |
| 1990年（平成02年） | 80,584           | [ * 1 ]  |
| 1991年（平成03年） | 82,344           | [ * 2 ]  |
| 1992年（平成04年） | 83,145           | [ * 3 ]  |
| 1993年（平成05年） | 82,825           | [ * 4 ]  |
| 1994年（平成06年） | 83,485           | [ * 5 ]  |
| 1995年（平成07年） | 83,314           | [ * 6 ]  |
| 1996年（平成08年） | 84,003           | [ * 7 ]  |
| 1997年（平成09年） | 82,928           | [ * 8 ]  |
| 1998年（平成10年） | 82,663           | [ * 9 ]  |
| 1999年（平成11年） | 82,023           | [ * 10 ] |
| 2000年（平成12年） | 82,335           | [ * 11 ] |
| 2001年（平成13年） | 82,856           | [ * 12 ] |
| 2002年（平成14年） | 83,955           | [ * 13 ] |
| 2003年（平成15年） | 83,410           | [ * 14 ] |
| 2004年（平成16年） | 84,838           | [ * 15 ] |
| 2005年（平成17年） | 85,602           | [ * 16 ] |
| 2006年（平成18年） | 87,037           | [ * 17 ] |
| 2007年（平成19年） | 89,545           | [ * 18 ] |
| 2008年（平成20年） | 90,335           | [ * 19 ] |
| 2009年（平成21年） | 89,671           | [ * 20 ] |
| 2010年（平成22年） | 90,214           | [ * 21 ] |
| 2011年（平成23年） | 89,295           | [ * 22 ] |
| 2012年（平成24年） | 90,253           | [ * 23 ] |
| 2013年（平成25年） | 92,724           | [ * 24 ] |
| 2014年（平成26年） | 92,836           | [ * 25 ] |
| 2015年（平成27年） | 94,805           | [ * 26 ] |
| 2016年（平成28年） | 95,968           | [ * 27 ] |
| 2017年（平成29年） | 97,413           | [ * 28 ] |
| 2018年（平成30年） | 98,707           | [ * 29 ] |
| 2019年（令和元年） | 98,796           |          |
| 2020年（令和02年） | 71,399           |          |
| 2021年（令和03年） | 73,648           |          |
| 2022年（令和04年） | 79,415           |          |
| 2023年（令和05年） | 83,766           |          |

## 車站周邊
車站位於三鷹市與武藏野市市境間，北側為武藏野市中町一丁目及三鷹市上連雀一丁目、南側為三鷹市下連雀三丁目及武藏野市御殿山二丁目。

### 北側
北口的站前廣場設有北村西望1969年修建的作品《世界聯邦和平像》。
- 警視廳武藏野警察署、警視廳刑事部第三機動捜査隊武藏野分駐所
- 武藏野社會保險事務所
- 日本郵政武藏野郵便局
- 三鷹武藏野保健所
- 武藏野税務署
- 橫河電機
- 武藏野市民文化會館
- 武藏野陸上競技場
- 武藏野總合体育館
- 武藏野市役所
- 武藏野藝能劇場
- 平沼園
- 井之頭通
- 關東巴士武藏野營業所
- 東急自選商場（東急Store（日语：東急ストア））三鷹店
- 武藏野市立第一小學
- 武藏野市立第五小學
- 武藏野市立井之頭小學
- 武藏野市立大野田小學
- 武藏野市立第一中學
- 武藏野市立第四中學
- 武藏野陽和會醫院

### 南側

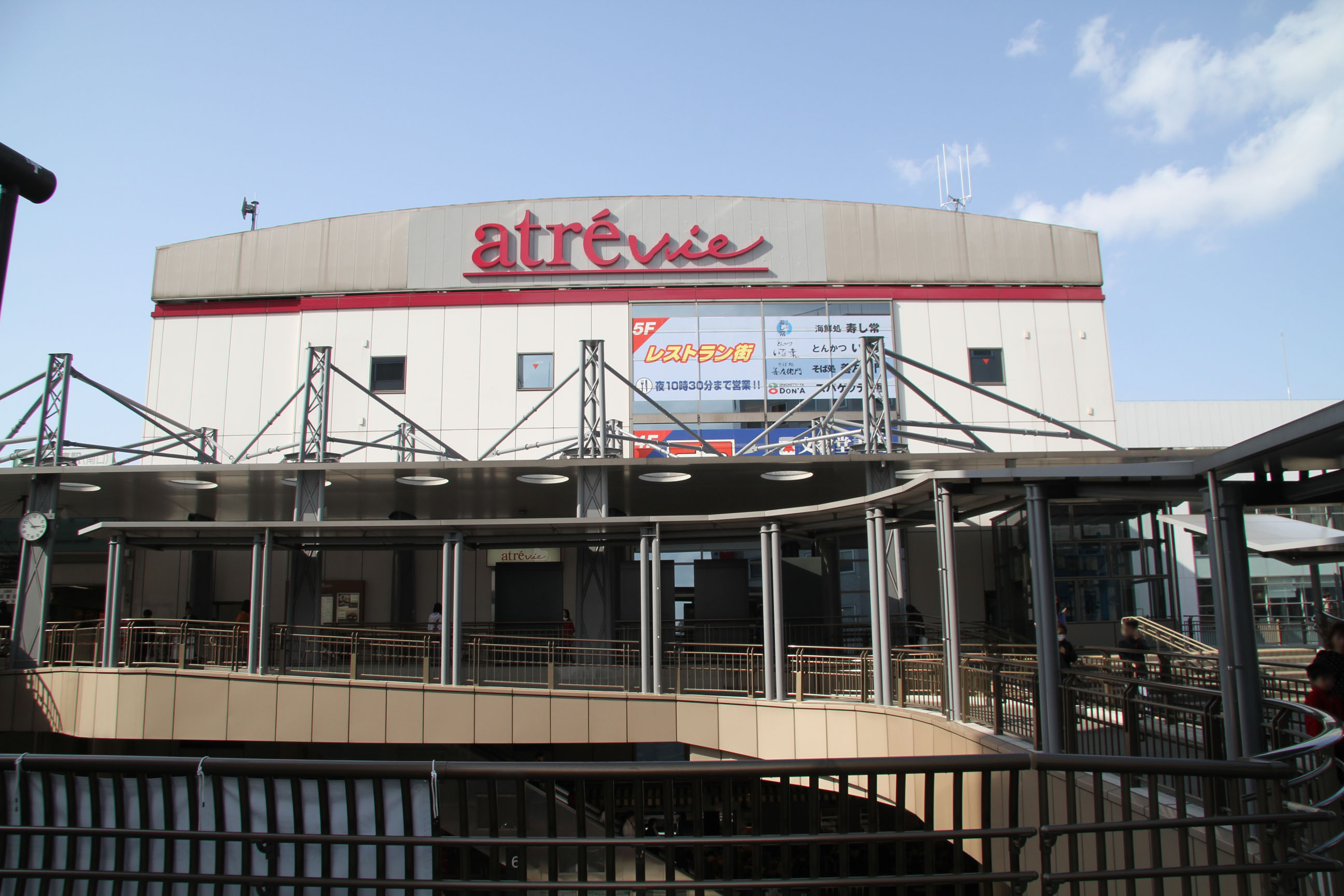
Atre vie三鷹

在車站南口，站前大樓「Atre vie三鷹」及「三鷹CORAL」設有人行天橋連接車站前。每年8月會舉行「三鷹阿波舞」。
- Atre vie三鷹
- 三鷹CORAL
- 三鷹市美術展覽室
- 三鷹市消費者活動中心
- 三鷹站前市政窓口
- 職業介紹所三鷹
- 東急自選商場（ ）三鷹中心店
- 法專寺、禪林寺、三鷹八幡神社
- 山本有三紀念館
- 三鷹市役所
- 南站正下方有玉川上水流過，太宰治落水自殺的場所位於沿散歩道徒步10分鐘的地點，設有紀念碑。
- 車站西側可以進入三鷹電車區。

## 巴士路線

### 北口
- 關東巴士路線

[ 鷹01 ] 三鷹站～武藏野市役所前～北裏
[ 鷹02 ] 三鷹站～武藏野市役所前～北裏～武藏關站
[ 鷹03 ] 三鷹站～武藏野市役所前～北裏～東伏見～田無橋場
[ 鷹04 ] 三鷹站～武藏野市役所前～北裏～東伏見～田無橋場～多摩六都科學館
[ 鷹10 ] 三鷹站～武藏野營業所
[ 鷹11 ] 三鷹站～武藏野住宅～綠町二丁目
[ 鷹11 ] 三鷹站～第五小學校～綠町二丁目
[ 鷹13 ] 三鷹站～武藏野住宅～綠町二丁目～東伏見～柳澤站
[ 鷹15 ] 三鷹站～武藏野住宅～綠町二丁目～東伏見～東伏見站北口
[ 鷹21 ] 三鷹站～關前三丁目～東伏見～保谷廳舎～保谷站～天神山 - 與西武巴士共同運行
[ 鷹30 ] 三鷹站～武藏野大學～武藏境站
[ 鷹25 ] 三鷹站～電通裏
[ 鷹31 ] 三鷹站～（經井之頭通）五中前～武藏境站
[ 鷹33 ] 三鷹站～武藏野大學～境橋～武藏小金井站
[ 鷹34 ] 三鷹站～<急行>～武藏野大學
[ 鷹40 ] 三鷹站～武藏野市役所前～電氣通信研究所 - 部份急行
[ 鷹45 ] 三鷹站～中町二丁目～吉祥寺站南口
ムー巴士 - 三鷹站北西循環
深夜中距離巴士 銀座→新宿（新宿站東口、西口）→三鷹站
- 西武巴士路線

[ 鷹21 ] 三鷹站～關前三丁目～東伏見～保谷廳舎～保谷站～天神山 - 與關東巴士共同運行
[ 鷹22 ] 三鷹站～關前三丁目～東伏見～團地西友～云雀丘站

### 南口
- 小田急巴士路線

[ 鷹51 ] 三鷹站～西野～大澤～大澤十字路～試驗場正門～武藏小金井站
[ 鷹51 ] 三鷹站～西野～大澤～御塔坂下～調布站北口
[ 鷹51 ] 三鷹站～西野～國際基督教大學
[ 鷹51 ] 三鷹站～西野～大澤～大澤十字路～龍源寺
[ 鷹52 ] 三鷹站～龍源寺～朝日町
[ 鷹52 ] 三鷹站～龍源寺～朝日町～車返團地
[ 鷹52 ] 三鷹站～龍源寺～朝日町～朝日町三丁目
[ 鷹53 ] 三鷹站～新小金井站
[ 鷹54 ] 三鷹站～三鷹市役所前～杏林大學病院前～新川團地中央～仙川
[ 鷹54 ] 三鷹站～三鷹市役所前～杏林大學病院前～中原三丁目～仙川
[ 鷹54 ] 三鷹站～三鷹市役所前～杏林大學病院前～晃華學園東
[ 鷹54 ] 三鷹站～南浦～杏林大學病院前～新川團地中央～仙川
[ 鷹55 ] 三鷹站～野谷
[ 鷹56 ] 三鷹站～神代植物公園前～調布站北口
[ 鷹57 ] 三鷹站～新道北～武藏境站南口～武藏境營業所
[ 鷹57 ] 三鷹站～新道北～武藏境站南口
[ 鷹58 ] 三鷹站～海上技研前～調布飛行場
[ 鷹63 ] 三鷹站～牟礼團地
[ 鷹65 ] 三鷹站～神代植物公園前～深大寺
三鷹站～武藏境營業所
三鷹站～MCC三鷹大樓
- 三鷹City巴士（三鷹市營、小田急巴士委託）路線

三鷹站～北野
三鷹站～三鷹台站
三鷹站～三鷹的森ジブリ美術館～三鷹站
三鷹站～明星學園前
- 京王巴士路線

[ 鷹64 ] 三鷹站南口～久我山站

## 相鄰車站
東日本旅客鐵道
 中央線（快速）
■通勤特快
通過
■中央特快、■青梅特快 
中野（JC 06）－三鷹（JC 12）－國分寺（JC 16）
■通勤快速（只限下行）
吉祥寺（JC 11） → 三鷹（JC 12） → 國分寺（JC 16）
■快速（包括高尾方向起此站到發的「各站停車」）
吉祥寺（JC 11）－三鷹（JC 12）－武藏境（JC 13）
 中央·總武線（各站停車）、直通 東西線
吉祥寺（JB 02）－三鷹（JB 01）

### 曾經存在的路線
日本國有鐵道
中央本線（武藏野競技場支線）
三鷹－武藏野競技場前

### 利用狀況
1. ↑  東京都統計年鑑 （页面存档备份，存于） - 東京都
2. ↑  みたかの統計 （页面存档备份，存于） - 三鷹市
3. ↑  統計でみる武蔵野市 （页面存档备份，存于） - 武蔵野市

JR東日本1999年度以後的上車人次
1. ↑  各駅の乗車人員（1999年度） （页面存档备份，存于） - JR東日本
2. ↑  各駅の乗車人員（2000年度） （页面存档备份，存于） - JR東日本
3. ↑  各駅の乗車人員（2001年度） （页面存档备份，存于） - JR東日本
4. ↑  各駅の乗車人員（2002年度） （页面存档备份，存于） - JR東日本
5. ↑  各駅の乗車人員（2003年度） （页面存档备份，存于） - JR東日本
6. ↑  各駅の乗車人員（2004年度） （页面存档备份，存于） - JR東日本
7. ↑  各駅の乗車人員（2005年度） （页面存档备份，存于） - JR東日本
8. ↑  各駅の乗車人員（2006年度） （页面存档备份，存于） - JR東日本
9. ↑  各駅の乗車人員（2007年度） （页面存档备份，存于） - JR東日本
10. ↑  各駅の乗車人員（2008年度） （页面存档备份，存于） - JR東日本
11. ↑  各駅の乗車人員（2009年度） （页面存档备份，存于） - JR東日本
12. ↑  各駅の乗車人員（2010年度） （页面存档备份，存于） - JR東日本
13. ↑  各駅の乗車人員（2011年度） （页面存档备份，存于） - JR東日本
14. ↑  各駅の乗車人員（2012年度） （页面存档备份，存于） - JR東日本
15. ↑  各駅の乗車人員（2013年度） （页面存档备份，存于） - JR東日本
16. ↑  各駅の乗車人員（2014年度） （页面存档备份，存于） - JR東日本
17. ↑  各駅の乗車人員（2015年度） （页面存档备份，存于） - JR東日本
18. ↑  各駅の乗車人員（2016年度） （页面存档备份，存于） - JR東日本
19. ↑  各駅の乗車人員（2017年度） （页面存档备份，存于） - JR東日本
20. ↑  各駅の乗車人員（2018年度） （页面存档备份，存于） - JR東日本
21. ↑  各駅の乗車人員（2019年度） （页面存档备份，存于） - JR東日本
22. ↑  各駅の乗車人員（2020年度） - JR東日本
23. ↑  各駅の乗車人員（2021年度） - JR東日本
24. ↑  各駅の乗車人員（2022年度） - JR東日本
25. ↑  各駅の乗車人員（2023年度） - JR東日本

東京都統計年鑑
1. ↑  .   [2020-07-29]. （原始内容存档于2016-03-05）.
2. ↑  .   [2020-07-29]. （原始内容存档于2016-03-05）.
3. ↑  .   [2017-12-07]. （原始内容存档于2013-08-15）.
4. ↑  .   [2017-12-07]. （原始内容存档于2013-02-03）.
5. ↑  .   [2017-12-07]. （原始内容存档于2013-02-03）.
6. ↑  .   [2017-12-07]. （原始内容存档于2013-02-03）.
7. ↑  .   [2017-12-07]. （原始内容存档于2013-02-03）.
8. ↑  .   [2017-12-07]. （原始内容存档于2016-03-04）.
9. ↑  東京都統計年鑑（平成10年）PDF
10. ↑  東京都統計年鑑（平成11年）PDF
11. ↑  .   [2017-12-07]. （原始内容存档于2016-03-04）.
12. ↑  .   [2017-12-07]. （原始内容存档于2016-03-04）.
13. ↑  .   [2019-04-14]. （原始内容存档于2017-07-29）.
14. ↑  .   [2019-04-14]. （原始内容存档于2017-07-29）.
15. ↑  .   [2019-04-14]. （原始内容存档于2017-07-29）.
16. ↑  .   [2019-04-14]. （原始内容存档于2017-07-29）.
17. ↑  .   [2019-04-14]. （原始内容存档于2017-07-29）.
18. ↑  .   [2019-04-14]. （原始内容存档于2017-07-29）.
19. ↑  .   [2019-04-14]. （原始内容存档于2017-07-29）.
20. ↑  .   [2017-12-07]. （原始内容存档于2016-03-26）.
21. ↑  .   [2017-12-07]. （原始内容存档于2016-03-27）.
22. ↑  .   [2017-12-07]. （原始内容存档于2016-03-25）.
23. ↑  .   [2017-12-07]. （原始内容存档于2016-03-27）.
24. ↑  .   [2017-12-07]. （原始内容存档于2016-03-22）.
25. ↑  .   [2017-12-07]. （原始内容存档于2017-07-30）.
26. ↑  .   [2017-12-07]. （原始内容存档于2018-11-09）.
27. ↑  .   [2019-04-14]. （原始内容存档于2019-05-02）.
28. ↑  .   [2020-07-29]. （原始内容存档于2019-12-03）.
29. ↑  .   [2020-07-29]. （原始内容存档于2020-08-04）.

## 外部連結
- 車站資訊（三鷹）：東日本旅客鐵道

35°42′9.7″N 139°33′39″E / 35.702694°N 139.56083°E